# تومويوكي ساتو
تومويوكي ساتو (باليابانية: 佐藤智之؛ بالكانا: さとう ともゆき) هو منافس ألعاب قوى ياباني، ولد في 31 يناير 1981 في بيبو في اليابان.

## وصلات خارجية
- تومويوكي ساتو على موقع الاتحاد الدولي لألعاب القوى (الإنجليزية)